# Gabiène
La Gabiène (grec ancien, Γαβιηνή) est une région de l'ancienne Perse. Sa capitale était Γάβαι, Gabai, ou Aspadana, qui est peut-être à l'origine d'Ispahan.

## Situation
La Gabiène, haut plateau de la partie occidentale du plateau Iranien, était située entre la Médie, au nord, la Susiane, au sud-ouest, dont elle était séparée par une section de la chaîne des monts Zagros, et la Perside au sud-est. Elle était voisine de la Paraitacène, qui la jouxtait à l'ouest.
Gabai, dont dérive le nom de la région, se trouvait sur la grande route royale qui menait d'Ecbatane à Persépolis en passant par Qom. On ne sait pas grand chose de cette ville, si ce n'est qu'elle semble avoir été située à l'emplacement d'Isfahan.

## Histoire
L'événement le plus connu dans l'histoire de la Gabiène est la bataille de Gabiène en 316 av. J.-C., qui oppose, lors des guerres des Diadoques, Antigone le Borgne et Eumène de Cardia et se termine par la défaite d'Eumène, qui est exécuté.
À cette époque, la Gabiène était occupée par de nombreux villages, situés à une distance moyenne de 1 000 stades les uns des autres et regroupés en districts qui portaient le nom de méros. L'armée d'Eumène, qui passa l'hiver 317-316 en Gabiène, était cantonnée dans différents districts ; il y avait six jours de marche entre chaque méros.
Diodore décrit la Gabiène comme une plaine bien défendue par des barrières naturelles, torrents et précipices, et riche par son agriculture (céréales et fruits) capable de nourrir toute une armée.
Après le milieu du IIe siècle av. J.-C. et le début de la domination parthe, la Gabiène, ainsi que ses voisines la Massabatique au nord et la Corbiane au sud, jouit d'une certaine autonomie sous l'autorité d'une dynastie locale ; selon Strabon, il s'agit de trois provinces (ἐπαρχία, « éparchie ») faisant partie de l'Élymaïde. À l'avènement de la dynastie sassanide, le royaume d'Élymaïde disparaît et il n'est plus question de la Gabiène en tant que telle.

## Sources antiques
- Diodore de Sicile, XIX, 34, 7 ; 37, 1-2 ; 39, 1.
- Plutarque, Vie d'Eumène.
- Strabon, XVI, 18 (745).